# Alika Milova
Alika Milova (művésznevén: Alika, Narva, 2002. szeptember 5. – ) észt énekesnő, zeneszerző. Ő képviselte Észtországot a 2023-as Eurovíziós Dalfesztiválon, Liverpoolban, a Bridges című dalával, ahol a nyolcadik helyen végzett.

## Magánélete
Orosz családba született, az anyanyelve is az orosz, emellett rendelkezik észt felmenőkkel. Nővére Valeria Milova, profi táncos, aki szerepelt a török és az ír Dancing with the Starsban is.

## Pályafutása
Kiskora óta számos észt és nemzetközi dalversenyen vesz részt, mint például a The Baltic Voice, New Wave Junior, Kaunas Talent, Bravo Song Contest és a Berlin Perle. 
2021-ben jelentkezett az Eesti otsib superstaari tehetségkutató műsorba, amelyet sikerült megnyernie. 2022. november 1-én az Eesti Rahvusringhääling bejelentette, hogy az énekesnő résztvevője a 2023-as Eesti Laul észt eurovíziós nemzeti válogatónak. Bridges című versenydalát a január 14-i második elődöntőben adta elő először, ahonnan sikeresen továbbjutott a döntőbe. A február 11-én rendezett döntőben a nemzetközi zsűri és a nézők szavazatai alapján megnyerte a válogatóműsort, így ő képviselheti hazáját az Eurovíziós Dalfesztiválon. Versenydalát először a május 11-én rendezendő második elődöntőben adta elő, és a tizedik helyen bejutott a döntőbe, ahol összesítésben nyolcadik lett.

## Diszkográfia

### Kislemezek
- Õnnenumber (2021)
- Bon Appetit (2022)
- C'est La Vie (2022)
- Bridges (2022)
- You (2023)
- Too Much (2023)